# Курдюковская
Курдюко́вская (чечен. Курдюковски) — станица в Шелковском районе Чеченской Республики. Образует Курдюковское сельское поселение.

## География
Станица расположена на левом берегу реки Терек к северо-востоку от районного центра станицы Шелковской, на автомобильной дороге Р262 Ставрополь—Крайновка (участок Червлённая—Кизляр). Западнее станицы проходит железнодорожная линия Северо-Кавказской железной дороги.
Ближайшие населённые пункты: на северо-востоке — станица Каргалинская, на юго-западе — станица Старогладовская, на востоке — Хошгельдиотар (кутан колхоза имени Махача Дахадаева, Дагестан).
Восточнее станицы оросительный канал Наурско-Шелковская ветвь соединяется с Тереком. Южнее Курдюковской находится урочище Щербаково, севернее — урочище Пойма.

## История
Станица Курдюковская возникла, возможно, в 1711—1712 годах, по другим данным — в 1725 году, в ходе переселения гребенских казаков по указанию казанского губернатора графа П. М. Апраксина на левый берег Терека, где ими было основано несколько поселений, протянувшихся вдоль реки на участке почти в 80 км. В числе этих поселений — Гладковская (впоследствии две станицы — Новогладковская и Старогладковская), Курдюковская (Кордюковская), Червлённая и Щедринская (Щадринская). Другой важной датой для истории станиц Гребенского казачьего войска, сформированного в 1711—1712 годах, является 1725 год — именно к этому году в отдельных источниках относят собственно заселение Курдюковской, Старогладковской, Червлённой и Щедринской. Также в качестве даты основания Курдюковской и Старогладковской встречается 1735 год.
В 1812 году Курдюковская перенесена на 2 версты от берега Терека из-за сильных наводнений. Станица входила в Гребенской, а с 1845 года — Кизлярский казачий полк Кавказского линейного казачьего войска. По состоянию на 1874 год в станице был 171 дом при 850 жителях, проживали православные и старообрядцы. Станичные казаки в 1888 году входили в состав Собственного Его Императорского Величества Конвоя.

## Население
| 1878  | 1883  | 1926  | 1990  | 2002  | 2010  | 2012  | 2013  | 2014  |
| ----- | ----- | ----- | ----- | ----- | ----- | ----- | ----- | ----- |
| 850   | ↗885  | ↗1292 | ↗1838 | ↗2098 | ↗2164 | ↗2250 | ↗2307 | ↗2358 |
| 2015  | 2016  | 2017  | 2018  | 2019  | 2020  | 2021  | 2023  | 2024  |
| ↗2383 | ↗2413 | ↗2446 | ↗2472 | ↗2489 | ↗2521 | ↗2526 | ↗2552 | ↗2562 |

Национальный состав населения станицы по данным Всероссийской переписи населения 2010 года:
| Народ   | Численность, чел. | Доля от всего населения, % |
| ------- | ----------------- | -------------------------- |
| чеченцы | 1926              | 89,00 %                    |
| кумыки  | 108               | 4,99 %                     |
| русские | 50                | 2,31 %                     |
| ногайцы | 48                | 2,22 %                     |
| другие  | 32                | 1,48 %                     |
| всего   | 2164              | 100,00 %                   |

## Галерея

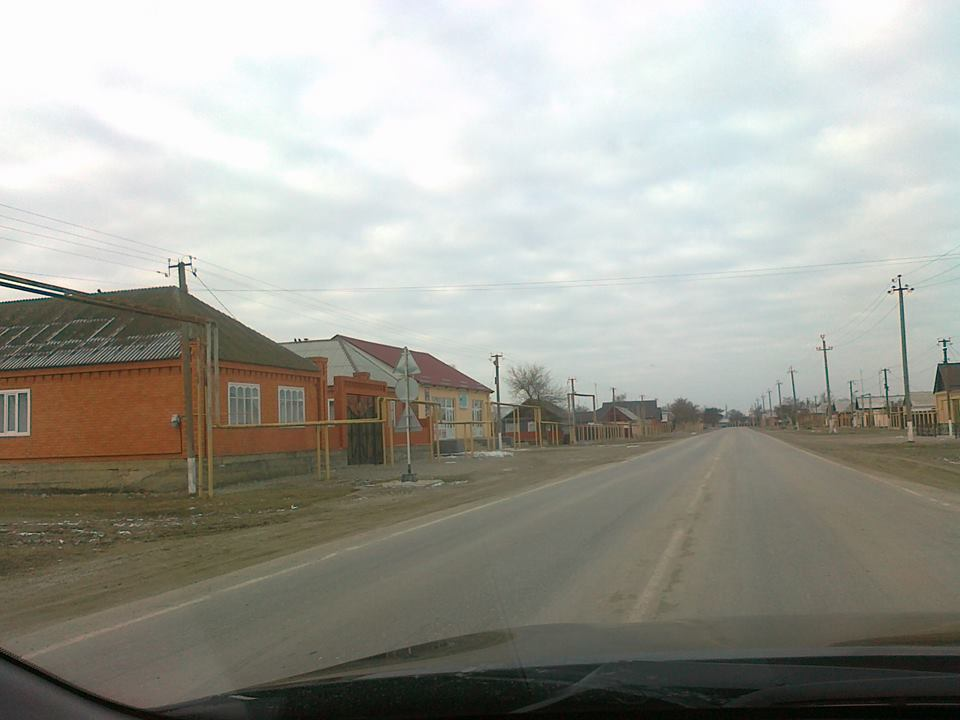
Курдюковская
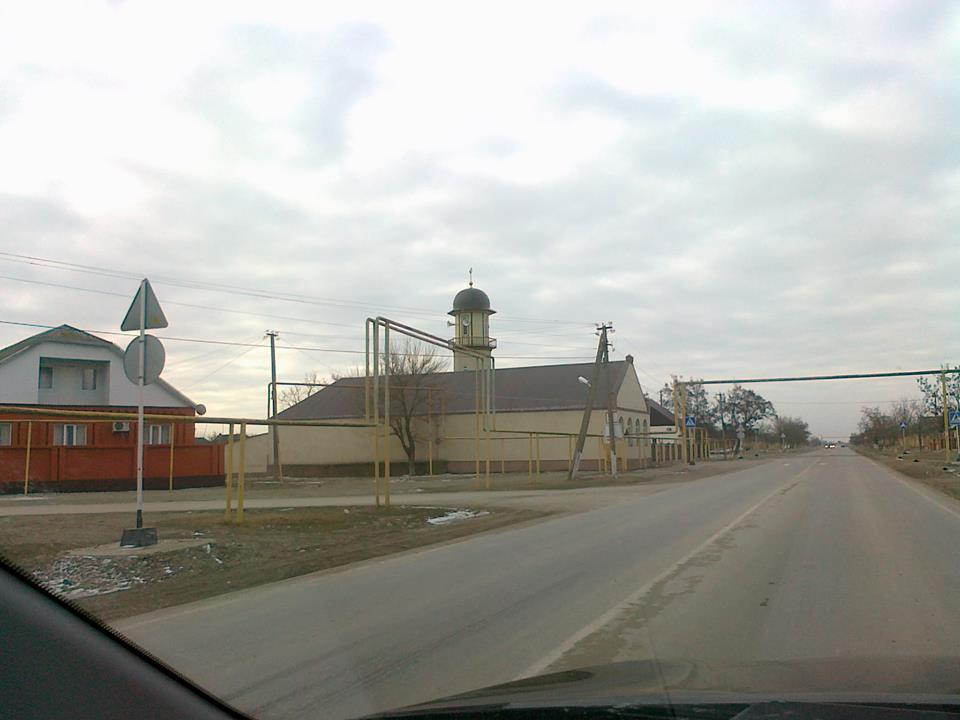
Мечеть
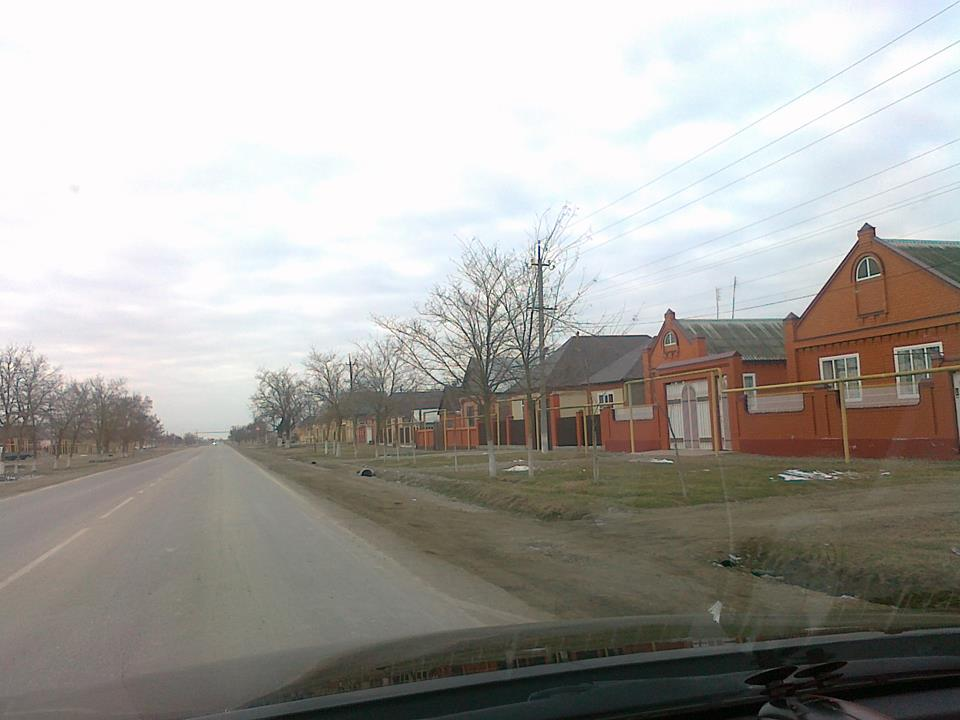
Курдюковская
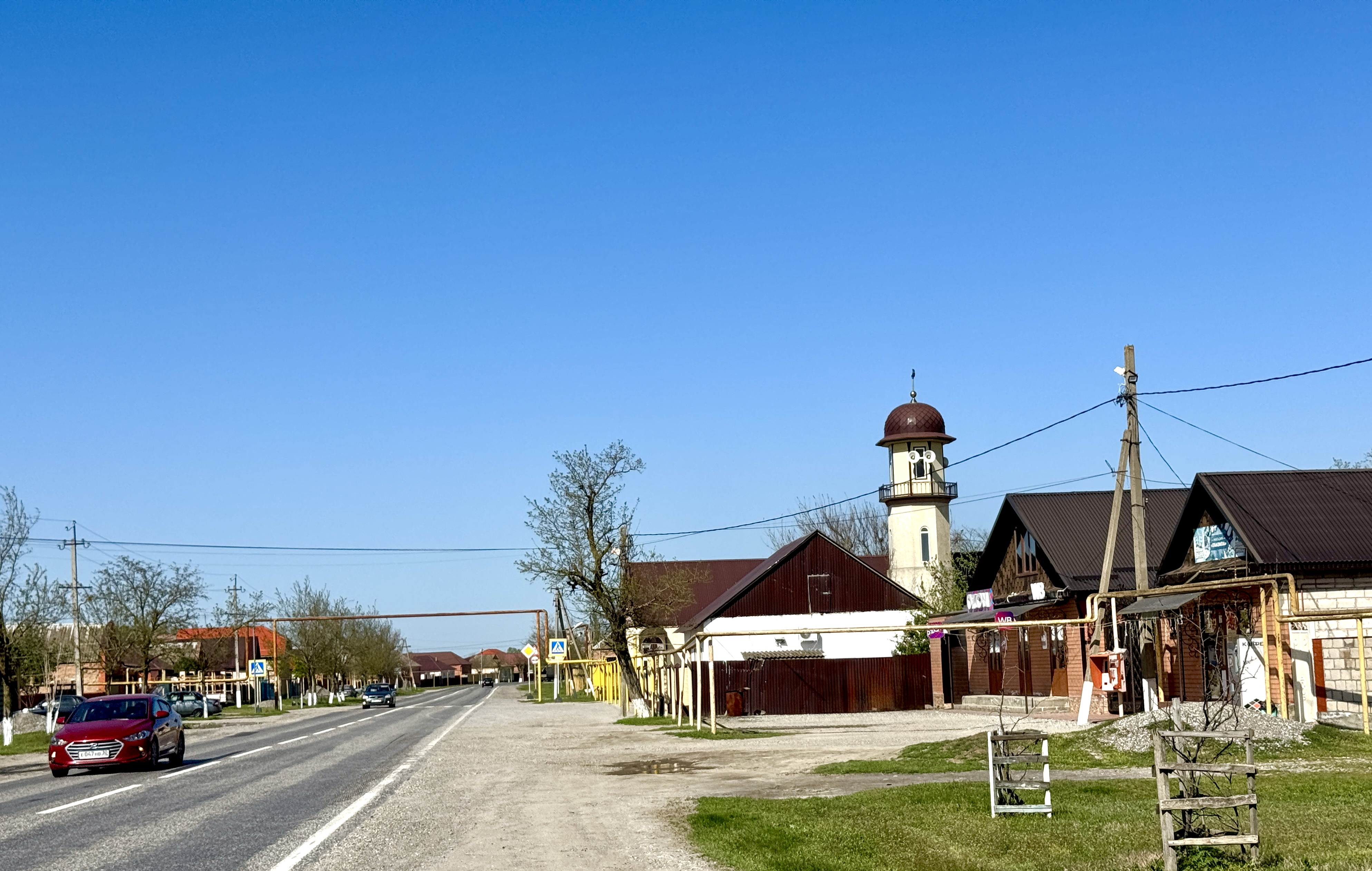
Въезд с южной стороны.
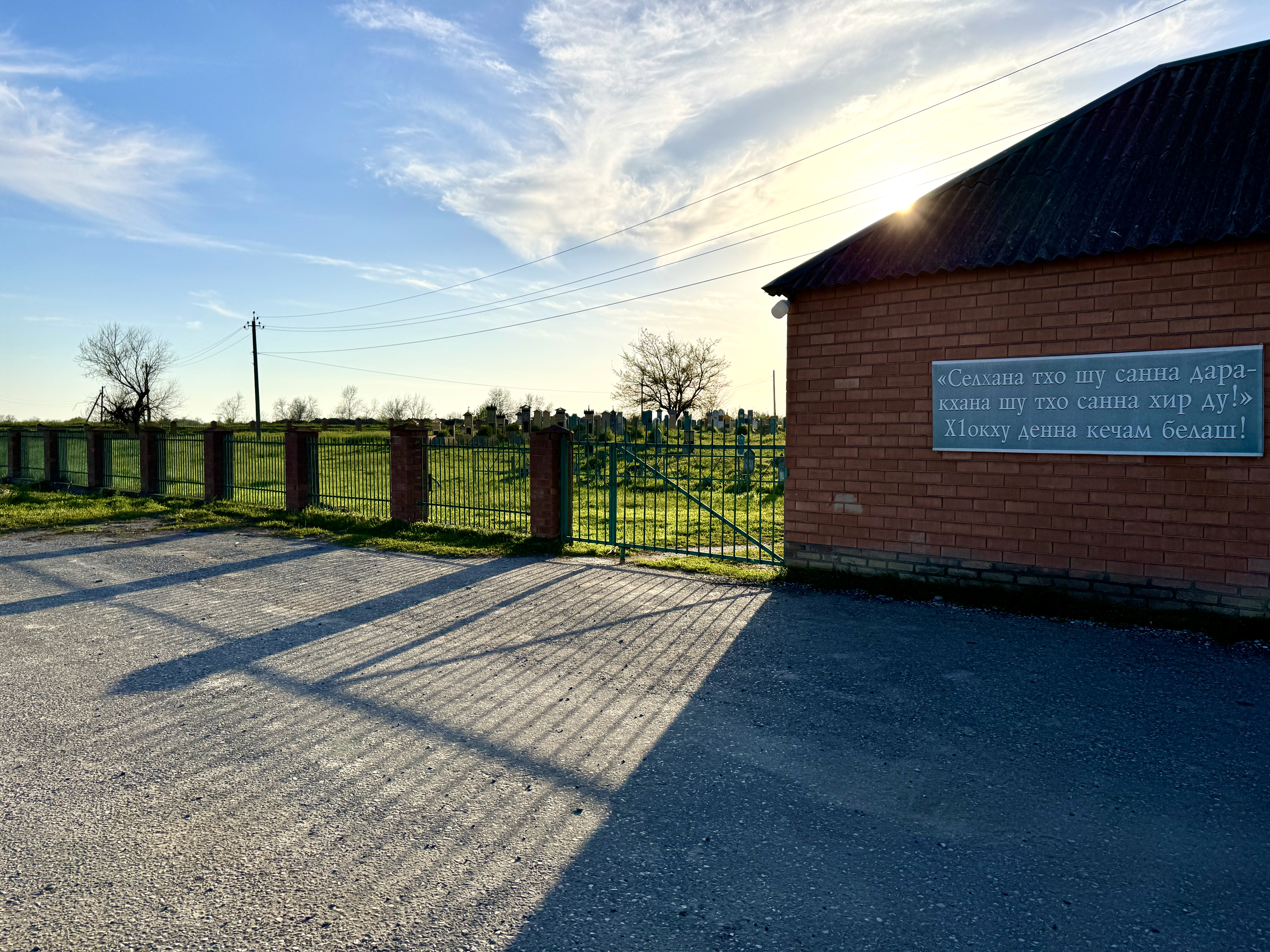
Кладбище